# تشاد كوتا
تشاد كوتا (بالإنجليزية: Chad Cota)‏ هو لاعب كرة قدم أمريكية أمريكي، ولد في 8 أغسطس 1971 في آشلاند في الولايات المتحدة.

## وصلات خارجية
- تشاد كوتا على موقع مرجع كرة القدم المحترفة.كوم (الإنجليزية)